# Розе новац
Розе новац такође и пинк новац, или ружичасти новац је термин који описује куповну моћ ЛГБТ заједнице, поготово у погледу политичких донација. Када је дошло до напредка у подручију ЛГБТ права тржиште које услужује розе новац се преобликовало са оног маргиналног у цветајућу индустрију у многим деловима западног света као што су Сједињене Америчке Државе и Велика Британија.  Многе компаније сада посебно услужују геј кориснике, укључујући ноћне клубове, продавнице, ресторане, па чак и таксије. Потражња за оваквим услугама проистиче из дискриминације које ЛГБТ заједница доживњава од других предузећа. 
У 2015. години, ЛГБТ одрасле особе у Сједињеним Америчким Државама су имале здружену куповну моћ од приближно 917 милијарди долара. 
Економска моћ розе новца је виђена као позитиван утицај за геј заједницу, стварајући неку врсту „финансијске самоидентификације“ која помаже геј и лезбејским особама да се осећају као део заједнице која их цени. Више од 90% геј особа подржава бизнисе који циљају розе новац, док активно бојкотују анти-геј компаније.
Међутим постоје и критике оваквог приступа пословању. Наиме постоји страх да се на такав начин ЛГБТ заједница одваја од главног друштва и с тим назадује или стагнира даљи развој права ЛГБТ особа.